# Nine Elms

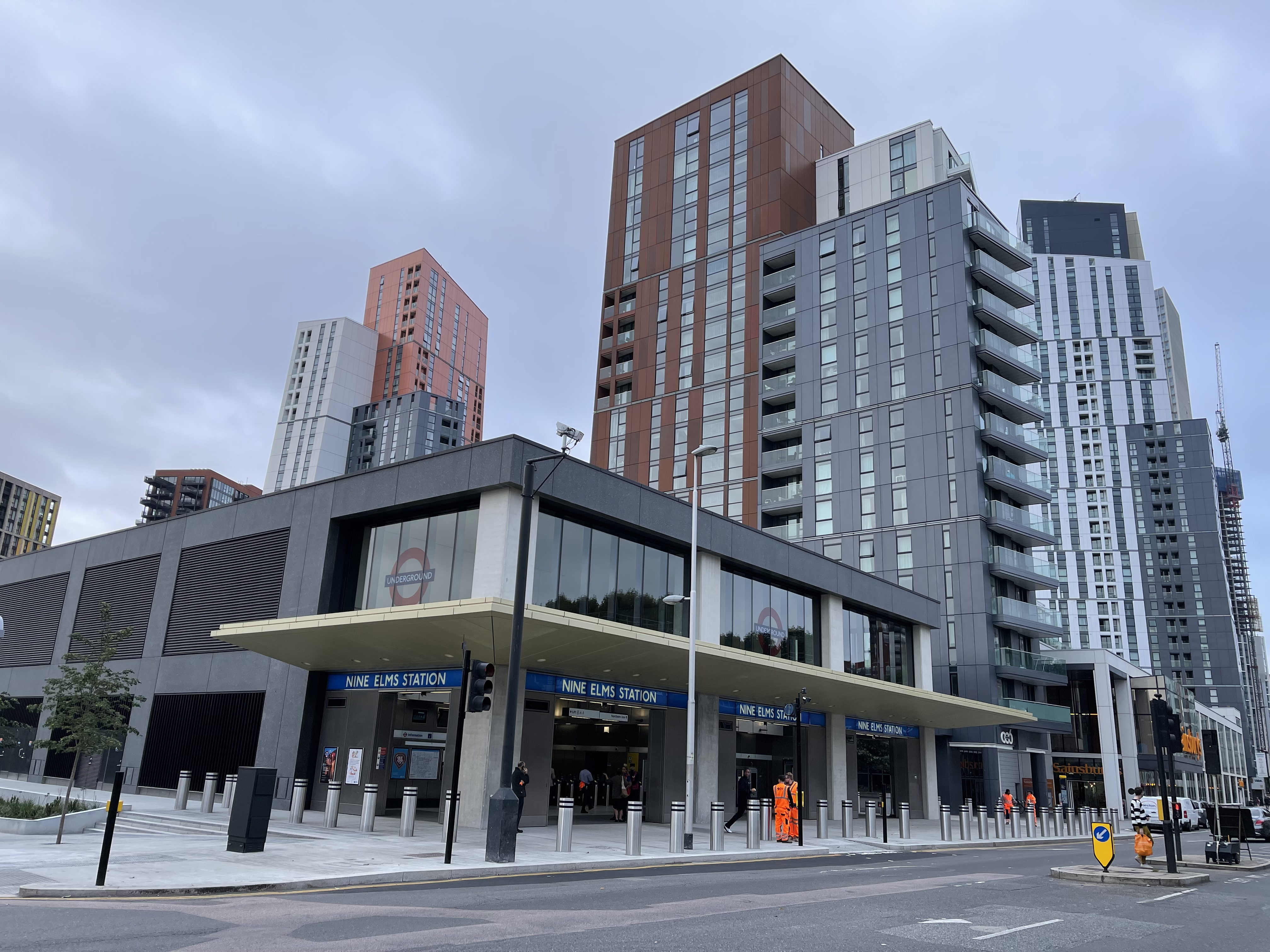
Nine Elms tunnelbanestation

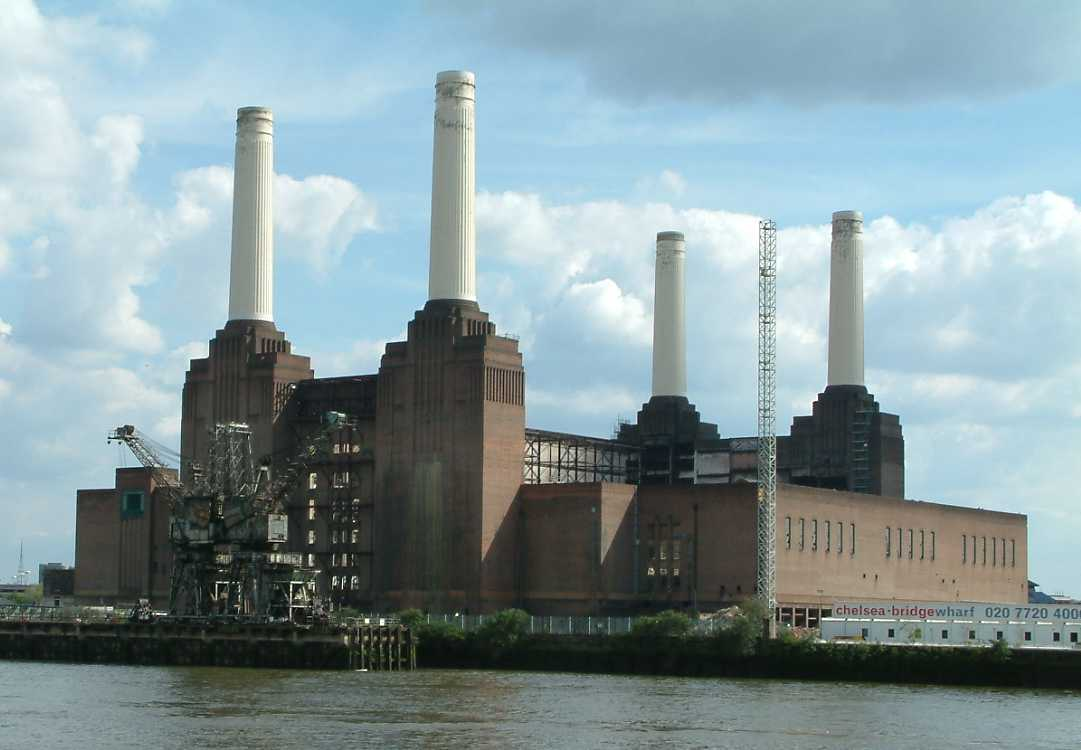
Battersea kraftverk

Nine Elms är en stadsdel (district) i London utmed Themsen i London Borough of Wandsworth, mellan Battersea och Vauxhall. Här finns den numera nedlagda Battersea Power Station, Battersea hund- och katthem, järnvägsspåret mot Waterloo Station, Royal Mails sorteringskontor och New Covent Garden Market.
Nine Elms Lane fick sitt namn ungefär 1645 av den trädrad (skogsalmar) som fanns där. 21 maj 1838 öppnades här ändstationen för London and Southampton Railway. Hit kom passagerarna med hjälp av ångbåtar, som gick mellan London Bridge och Vauxhall. 1848 öppnades Waterloo Station och blev nu ändstation för London-Southampton linjen. 1853 byggdes på området gasverk och vattenverk, (South Lambeth Waterworks Co) som 1939 blev Battersea Power Station. Byggnaderna på järnvägsområdet användes till verkstäder för vagnar och senare lokomotiv fram till 1909 då det flyttades till Eastleigh. Stora delar av byggnaderna i området skadades av bomber under andra världskriget och det som var kvar av stationshus och verkstäder revs i slutet av 1960-talet, för här öppnades 1974, New Covent Garden Markets blomstermarknad, när Covent Garden flyttade ut från centrum.
I området finns idag bostadsområden, som Chelsea Bridge Wharf utmed Themsen och söderut bostadskomplexen Carey Gardens, Patmore och Savona. Tunnelbanestation Nine Elms på Northern Line ligger i området.

## Artikelursprung
Fritt översatt från Engelska Wikipedia och Norska Wikipedia